# Marmaroglypha densepunctata
Marmaroglypha densepunctata là một loài bọ cánh cứng trong họ Cerambycidae.